# Мазама мала
Мазама мала (Mazama rufina) — вид ссавців родини Оленевих.

## Етимологія
Mazame — це стара індійська назва, використовувана для позначення будь-якого оленя. лат. Rufus — «червоний, червонуватий» й суфікс лат. inus позначає приналежність, видова назва пов'язана з інтенсивним червоним кольором хутра.

## Середовище проживання
Країни проживання: Колумбія, Еквадор, Перу.
Проживає в гірських лісах і парамо на висоті 1500-3500 м над рівнем моря. 

## Морфологія
Морфометрія. довжина голови й тіла: 775-985 мм, довжина хвоста: 78-93 мм, довжина задніх ступнів: 260 мм, довжина вух: 83-94 мм, висота в плечах: 450, вага: 8-14 кг. 
Опис. Це невеликий олень. Шерсть має яскравий кавово-коричневий колір. Голова і кінцівки від темно-коричневого до чорного кольору. Самці мають два коротких роги без розгалуження.
Зубна формула: I 0/3, C 0/1, P 3/3, M 3/3 = 32 зуба.

## Стиль життя
Вони, як правило, поодинокі, наземні, денні або нічні. Це відносно сидячий вид, який харчується листям, травами, пагонами і фруктами у підліску. Випорожнюється в певних місцях і використовує природні солі. Віддає перевагу районам з рясним чагарником і не використовує відкритого простору. 